# Tajoši
Tajoši (japonsky 田吉駅, Tajoši-eki) je neobsazená železniční stanice společnosti JR Kjúšú na trati Ničinan. Zastavují zde osobní i spěšné vlaky. V roce 1996 byla zprovozněna trať Mijazaki-kúkó, která tvoří odbočku ze stanice Tajoši na letiště Mijazaki.

## Navazující stanice
JR Kjúšú
Trať Ničinan
■Spěšné vlaky Ničinan Marine (japonsky 日南マリーン号)
Minami-Mijazaki (2,0 km) ◄ Tajoši ► (5,5 km) Kibana
■Osobní vlaky
Minami-Mijazaki (2,0 km) ◄ Tajoši ► (2,2 km) Minamikata
Trať Mijazaki-kúkó
Minami-Mijazaki (2,0 km) ◄ Tajoši ► (1,4 km) Mijazaki-kúkó